# Ossé

Ossé este o comună în departamentul Ille-et-Vilaine, Franța. În 1 ianuarie 2018 avea o populație de 1.259 de locuitori.